# Bezigheidstherapie
Bezigheidstherapie wordt voornamelijk toegepast bij langdurige zieken (zowel lichamelijk als geestelijk zieken), maar ook bij revaliderenden en bejaarden. Volgens bepaalde opvattingen is dit geen echte vorm van behandeling, maar wordt door bezigheidstherapie alleen de aandacht van de patiënt afgeleid van zijn toestand. Een andere opvatting is, dat door deze bezigheid in een bepaald deel van de hersenen de creativiteit in positieve zin wordt gestimuleerd en ontwikkeld, wat te maken zou hebben met de lateraliteit van de beide hersenhelften. Veelal heeft bezigheidstherapie een gunstig ondersteunend effect op de medische behandeling.

## Lange historie
Al in 1889 werd Vincent van Gogh in het psychiatrisch ziekenhuis van St.-Paul-de-Mausole in  Saint-Rémy-de-Provence behandeld met bezigheidstherapie. Hij was daar vrijwillig en op eigen verzoek opgenomen. Dit laatste jaar van zijn leven is een vruchtbare periode geweest voor Van Gogh, want hij heeft in en buiten het gebouw 100 tekeningen en 150 schilderijen gemaakt, waaronder Middagdutje, De kliniek Saint-Paul, Vaas met irissen, De irissen, De maaier, en diverse schilderijen van pijnbomen en cipressen in de omgeving.  In het ziekenhuis wordt nog steeds door veel patiënten getekend en geschilderd als therapie. Ter stimulering van deze therapie is in 1995 de vereniging Valetudo opgericht, die ook regelmatig werk van patiënten exposeert.

## Nutteloze bezigheid
Bij wijze van vernederende of ridiculiserende opmerking gebruiken sommigen het woord bezigheidstherapie als aanduiding voor een activiteit die er volgens hen volkomen nutteloos uitziet.